# (26885) 1994 RN12
1994 أر أن 12 (ويعرف أيضًا باسم (26885) 1994 أر أن 12 وفق تسمية الكوكب الصغير) (بالإنجليزية: 1994 RN12)‏ هو كويكب ضمن حزام الكويكبات؛ وترتيبه 26885 من حيث الاكتشاف.
اكتُشف هذا الجُرم الفلكي بواسطة اليانور إف. هيلين في 3 سبتمبر 1994.

## وصلات خارجية
- (26885) 1994 RN12 في قاعدة بيانات مختبر الدفع النفاث لأجرام النظام الشمسي الصغيرة

- الاكتشاف · مخطط المدار ·  العناصر المدارية · المعلمات المادية

- (26885) 1994 RN12 على موقع ويكي سكاي: DSS2, SDSS, GALEX, IRAS, Hydrogen α, X-Ray, Astrophoto, Sky Map, Articles and images